# 亞馬遜王蓮
亞馬遜王蓮（學名：Victoria amazonica），又稱亞馬遜皇蓮或皇家睡蓮，是王蓮屬下的一種，是睡蓮科最大的植物。
它原產於亞馬遜河盆地，被圭亞那當作國花。
亞馬遜王蓮的葉子直徑可達三米，莖長可達七至八米。剛開的花呈白色，但一夜之間就會變成粉色。花的直徑也有40釐米。
剛開花時，白色花瓣散發濃烈香味，將強力吸引金龜子(或其他昆蟲)前來授粉，當金龜子飛來時，花朵會輕輕闔上，讓包裹在花瓣中的金龜全身沾滿睡蓮的花粉。大約二十四小時後，同株睡蓮的花瓣將轉變成紅(粉)色，而且輕輕開啟，紅(粉)色的睡蓮不再吸引金龜，而沾滿花粉的金龜會飛向下一株白色睡蓮花，此為熱帶雨林中的艱困環境所促成演化而出的一套複雜又精緻的繁衍機制，以提高成功繁衍的機率。

## 外部連接
維基物種上的相關：亞馬遜王蓮